# Kristy Wu
Kristy Wu, född 11 oktober 1982 i Los Angeles, Kalifornien, är en amerikansk skådespelerska. Hon har bland annat spelat Melissa i TV-serien Flyg 29 saknas.

## Filmografi (urval)
- 1999 – Drive Me Crazy
- 1999 – Nollor och nördar
- 2003 – Buffy och vampyrerna
- 2005 – Flyg 29 saknas